# Xã Garland, Quận Hempstead, Arkansas
Xã Garland (tiếng Anh: Garland Township) là một xã thuộc quận Hempstead, tiểu bang Arkansas, Hoa Kỳ. Năm 2010, dân số của xã này là 366 người.